# Paul Birch
Paul Birch (West Bromwich, 20 de novembro de 1962 – Royal Sutton Coldfield, 2 de fevereiro de 2009) foi um futebolista inglês, o qual jogava como meio-campista. Nunca chegou a jogar pela seleção, tendo começado a jogar pelo Aston Villa F.C., onde ficou durante 12 anos. Após transferir-se para o Wolverhampton Wanderers, onde por sinal teve bom desempenho, foi emprestado a menores times, tendo encerrado a carreira em 2000 no Halesowen Town F.C.. Morreu aos 46 anos em 2009.

## Honrarias
- FA Youth Cup: 1980
- European Super Cup: 1982